# چویا (لنا)
چویا (انگلیسی: Chuya) یک رودخانه در استان ایرکوتسک کشور روسیه است.